# Bistum Salto
Das Bistum Salto (lateinisch Dioecesis Saltensis in Uruguay, spanisch Diócesis de Salto) ist eine römisch-katholisches Diözese in Uruguay mit Sitz in der Stadt Salto.

## Geschichte
Errichtet wurde das Bistum Salto am 14. April 1897 aus Gebietsanteilen des Erzbistums Montevideo errichtet, dem es als Suffragandiözese unterstellt wurde. Am 15. November 1955 und 17. Dezember 1960 wurden Teile des eigenen Bistumsgebiets für die Gründung der Bistümer San José de Mayo und Mercedes ausgegliedert. Im Bistum Salto lebten 2022 in sechzehn Pfarreien etwa 300.000 Katholiken.

## Bischöfe
- Tomás Gregorio Camacho (3. Juli 1919 – 29. Mai 1940)
- Alfredo Viola (29. Mai 1940 – 1. Januar 1968)
- Marcelo Mendiharat Pommies (1. Januar – 8. März 1989)
- Daniel Gil Zorrilla SJ (8. März 1989 – 16. Mai 2006)
- Pablo Jaime Galimberti di Vietri (16. Mai 2006 – 24. Juli 2018)
- Fernando Miguel Gil Eisner (24. Juli 2018 – 17. Januar 2020)
- Arturo Eduardo Fajardo Bustamante (seit 15. Juni 2020)